# Mircea Bârsilă
Mircea Bârsilă (n. 19 octombrie 1952, Văgiulești), este un poet român, membru al Uniunii Scriitorilor din România.

## Date biografice
Mircea Bârsilă s-a născut la 19 octombrie 1952, în satul Cârciu, comuna Văgiulești, județul Gorj. Are un frate și două surori. Mircea și Sofia sunt gemeni. A absolvit Liceul teoretic „Traian Doda” din Caransebeș. A debutat cu  poezie, în ziarul  județean „Flamura” din  Caraș-Severin. În primii doi ani de liceu a fost coleg – de internat - cu poetul Octavian Doclin. A făcut armata la grăniceri . În l978 a absolvit  cursurile (la zi) ale Facultății de Filologie a Universității din Timișoara, secția Română-Latină. Vreme de doi ani (1976-1078) a fost președintele Cenaclului literar „Pavel Dan” al Centrului Universitar  Timișoara. A fost prieten la cataramă cu poetul Ion Monoran (cel care a aprins scânteia Revoluției, oprind tramvaiele, în Piața Maria). Împreună cu Ion Monoran și Adrian Derlea a întemeiat, în cadrul opzecismului încă incipient pe atunci, o efemeră mișcare literară numită „ Monodersilism”. Deși a terminat Facultatea cu media 9,30, a fost repartizat ca profesor – dată fiind criza de posturi în mediul urban - în localitatea Independența, Județul Călărași. În l982, pe cînd era profesor aici, i-a apărut  volumul de debut „Obrazul celălalt al Lunii” (în urma câștigării concursului de debut organizat de Editura „Albatros”). În aceeași zonă făceau naveta - de la București – poeții Matei Vișniec și Mariana Marin. 
S-a mutat în Argeș (de unde era soția sa ) în 1985, având funcția de Șef al Inspectoratului Pitești al Uniunii Compozitorilor din Romania, o funcție bănoasă, dar care implica faptul că în cartea sa de muncă apăreau cuvintele: lucrător gestionar”. Din 1991, a fost, vreme de doi ani, director al Casei de Cultură din Curtea de Argeș. Alte slujbe: redactor la revista „Calende”, secretar literar al Teatrului „Al.Davila”. A obținut Doctoratul în Literatură, în anul 2000. 
În prezent este profesor universitar dr. la Facultatea de Litere a Universității Pitești, unde a susținut încă din 1994 cursuri și seminarii.  Mircea Bârsilă nu a fost membru al P.C.R și nici informator.

## Volume publicate
- Obrazul  celălalt al Lunii, Ed. Albatros, București, l982 ;
- Argint galben, Ed. Albatros, București, l988;
- Scutul lui Perseu,Ed. Vlasie, Pitești, 1993;
- Fecioara divină și cerbul, Ed. Calende, Pitești, l994;
- O linie aproape neagră, Ed AMB, București,2000;
- Dimensiunea ludică a poeziei lui Nichita Stănescu, Ed. Paralela 45, Pitești, 2001,
- Lecturi, Ed. Calende, Pitești,2001;
- Acordeonul soarelui, Ed. Paralela 45, Pitești,2001;
- Anotimpurile unui cătun, Ed. Paralela 45, Pitești, 2003;
- Introducere în poetica lui Nichita Stănescu, Ed. Paralela 45, Pitești, 2006;
- Poeți contemporani. Generația 80 (I), Ed. Paralela 45, Pitești, 2006;
- Vârsta de fier în viziunea lirică a lui Al. Philippide, Ed. Paralela 45, Pitești, 2007.

## Premii
- 2004: Premiul Flialei Pitești a Uniunii Scriitorilor din Romania, pentru Anotimpurile unui cătun; carte nominalizată la Premiile  ASPRO și ale Uniunii Scriitorilor;
- 2001: Premiul Asociației București a Uniunii Scriitorilor din România, pentru  O linie aproape neagră. Premiul Cea mai bună carte de poezia a anului pentru aceeași carte, la Festivalul Național de Literatură Poesis, Satu Mare. Respectiva carte a fost nominalizată la Premiile Uniunii Scriitorilor;
- 2002: Premiul pentru eseu (Fecioara divină și cerbul) la  Festivalul Al. Odobescu, Călărași;
- Marele Premiu la Atelierul Național de Poezie, Târgu Jiu, ediția a VI-a;
- 1989: Premiul revistei Argeș pentru volumul Argint galben;
- 1980: Premiul I, la Festivalul Național al Cenaclurilor Lirerare organizat de Uniunea Scriitorilor, Focșani;
- 1978: Premiul I, la secția Poezie, Festivalul Național al Artei Studențești, Craiova.

## Antologii
- este prezent în antologia  poeziei românești postbelice apărută, în limba germană, la Berlin, în 1999, cu titlul „Serpentine periculoase”
- antologia de poezie română contemporană „Grădina”, apărută în limba sârbă, la Belgrad, în 2006
- „Antologia poeților tinerii”, Ed. Muzeului Literaturii Române, 2005, realizată de Laurențiu Ulici Zone
- „Prozatori și poeți timișoreni din anii ’80 – ’90”, Ed. Marineasa, 1997
- „Fluturi, păsări, cai”, antologie realizată de Petre Stoica, București 1983
- „Zoocalomnii”, de Aristide N. Popescu, Ed. Albatros, 1985
- „Cântecul patriei”, Ed. Albatros, 1986